# Cúp bóng đá Vô Địch Nam Kỳ
Cúp bóng đá Vô Địch Nam Kỳ là một giải bóng đá được tổ chức tại xứ Nam Kỳ thời thuộc Pháp. Đây là giải bóng đá quy tụ các đội bóng mạnh của cả người Pháp lẫn người Việt tại xứ Nam Kỳ vào thời kỳ đầu thế kỷ XX.